# 索爾南河
索爾南河（法語：Solnan，法語發音：[sɔlnɑ̃]）是法國的河流，位於該國東部，屬於塞耶河的左支流，河道全長61.6公里，流域面積680平方公里，平均流量每秒13立方米，發源自韦尔容，河口處在卢昂。

## 外部連結
- http://www.geoportail.fr （页面存档备份，存于）
- Sandre数据库中的索爾南河 （页面存档备份，存于）